# Kalendarz bizantyński
Kalendarz bizantyński – kalendarz oficjalnie używany w Cesarstwie Bizantyńskim do upadku tego państwa w 1453 roku, a także w innych krajach kulturowo związanych z Bizancjum.

## Nazwa
Kalendarz bizantyński przez współczesnych mu nazywany był rzymskim, jako że określenie Bizancjum weszło do użytku dopiero w ponad sto lat po upadku Cesarstwa. W życiu codziennym ludzie posługujący się nim określali go zapewne jedynie mianem kalendarz (podobnie jak to czynią obecnie użytkownicy kalendarza gregoriańskiego); nie wiadomo natomiast, jak określano ten system rachuby czasu dla odróżnienia go od innych kalendarzy.

## Układ kalendarza
Kalendarz bizantyński oparty był w swych głównych zarysach na kalendarzu juliańskim. Rok dzielił się na siedmiodniowe tygodnie, a układ miesięcy był taki, jak w kalendarzu juliańskim. Jednak początek roku przypadał na 1 września.
Według niepotwierdzonych danych pomiędzy kalendarzem juliańskim a bizantyńskim istnieć miała także różnica w dniach tygodnia: kalendarze te miałyby być przesunięte względem siebie o kilka dni, tak że bizantyńska niedziela przypadała w dzień, który na Zachodzie był środą. Nie jest jasne kiedy i w jakich okolicznościach wykształciłaby się ta różnica, której istnienie nie jest pewne.

## Rachuba czasu
Lata liczone były w Bizancjum od stworzenia świata, które według Bizantyńczyków nastąpiło w 5509/5508 roku p.n.e. Przyczyną wyznaczenia nowej, wspólnej dla całej ówczesnej cywilizacji śródziemnomorskiej, daty był fakt istnienia w całym państwie kilkunastu systemów rachuby lat: dokumenty datowano według urzędujących konsulów (co wobec utraty znaczenia przez urząd konsula już od dawna sprawiało problemy także na zachodzie cesarstwa), panowania władców i indykcji, posługiwano się datacją według olimpiad, w Egipcie liczono czas według ery Nabonassara (748 rok przed Chr.), rzymskiej Augusta (29 sierpnia 30 przed Chr.) lub Dioklecjana (29 sierpnia 284 po Chr.), w Syrii i wśród Żydów według ery Seleucydów (1 października 312 rok przed Chr.), w Bosrze według ery pontyjskiej (106 przed Chr.), w Antiochii według ery zaczynającej się w 49 roku przed Chr. w Gazie - w 61 przed Chr. itd. Przy obliczeniach historycznych posługiwano się rachubą lat od założenia Rzymu (754 przed Chr.). Wszystkie te metody obliczania czasu odwoływały się ponadto do pogańskich władców i wydarzeń (objęcie władzy przez Nabonassara, opanowanie Egiptu przez Oktawiana Augusta, zrzeczenie się władzy przez Dioklecjana, zwycięstwo pod Gazą Seleukosa I, objęcie władzy w Bosrze przez króla Pontu Mitrydatesa VI). Pod koniec II wieku Teofil z Antiochii posługując się Septuagintą wyliczył, że świat został stworzony około roku 5515. Odtąd kolejni uczeni bizantyńscy próbowali potwierdzić ten wynik w oparciu o dane pozabiblijne. Około 221 roku Sekstus Juliusz Afrykański z Aleksandrii posługując się danymi teologicznymi i dostępną ówcześnie wiedzą astronomiczną ustalił datę stworzenia świata na 5503 rok (era Sekstusa Juliusza Afrykańskiego), przy czym początek roku wyznaczył na 25 marca, ówczesną datę wiosennego zrównania dnia z nocą. Na początku V wieku dwaj uczeni aleksandryjscy Panodoros i Anonnios ustalili datę stworzenia świata na rok 5493/2 przed Chr. (era aleksandryjska). Datę ery bizantyńskiej po raz pierwszy ustalił na 21 marca 5507 roku anonimowy autor Kroniki Paschalnej w latach 30. VII stulecia. Z czasem datę marcową wyparła bardziej popularna data 29 sierpnia, którą dla wygody korzystania z kalendarza, przesunięto o trzy dni, na 1 września. Pociągnęło to za sobą zmianę roku na 5508. Ostatecznie jako data początku ery bizantyńskiej utrwalił się 1 września 5509 roku. Po raz pierwszy posłużono się na dokumencie synodu z 691 roku (datowanym na 6199 rok od stworzenia świata). System ten upowszechnił się w ciągu VIII stulecia, wypierając konkurencyjną erę aleksandryjską i przetrwał do upadku Cesarstwa Bizantyńskiego w 1453 roku.
Obecnie przy podawaniu lat według kalendarza bizantyńskiego stosuje się niekiedy skrót B.E. (od ang. Byzantine Era), analogicznie do zapisu A.D., n.e., p.n.e. (ang.: B.C.) ; skrót ten jest umieszczany po numerze roku (np. 6496 BE, czyli 988 rok n.e.).

## Geograficzny zasięg obowiązywania kalendarza bizantyńskiego
Kalendarz bizantyński używany był w Bizancjum oraz niektórych krajach podlegających wpływowi kultury bizantyńskiej, m.in. Ruś Kijowska. Przyjęły go zwłaszcza te kraje, które w średniowieczu zostały schrystianizowane przez Bizancjum.
Do końca XVII wieku era bizantyńska była oficjalnym systemem oznaczania czasu w Rosji. Ukazem z 19 grudnia 7208 roku car Piotr I wprowadził w całym państwie nową rachubę lat "od narodzenia Chrystusa". Miała ona obowiązywać od 1 stycznia 7208 roku, czyli według nowego porządku od 1 stycznia 1700 roku kalendarza juliańskiego.
Obecnie kalendarz bizantyński stosowany jest niekiedy w kilku małych kościołach należących do Cerkwi prawosławnej.

## Przykładowe ważne daty według bizantyńskiej rachuby lat
- rok 4755 (753 r. p.n.e.) – założenie Rzymu.
- rok 4841 (667 r. p.n.e.) – założenie Bizancjum
- rok 5509 (1 r. n.e.) – symboliczna data narodzenia Chrystusa i początek tzw. naszej ery w kręgu kultury zachodniej
- rok 6496 (988) – oficjalne przyjęcie bizantyńskiej rachuby czasu przez cesarza Bazylego II.
- rok 6961 (1453) – upadek Bizancjum
- rok 7208 (1700) 1 stycznia - koniec obowiązywania kalendarza bizantyńskiego w Rosji.
- rok 7374 to był 1866 rok według kalendarza gregoriańskiego dla miesiąca październik.[9]
- rok 2009 kalendarza juliańskiego do 31 sierpnia (13 września według kalendarza gregoriańskiego) to według bizantyńskiej rachuby lat rok 7516, zaś 1 września (14 września według kalendarza gregoriańskiego) 2009 roku rozpoczął się rok 7517.
- Rok 2013 kalendarza juliańskiego do 31 sierpnia (13 września według kalendarza gregoriańskiego) to według bizantyńskiej rachuby lat rok 7520, zaś 1 września (14 września według kalendarza gregoriańskiego) 2013 roku rozpoczął się rok 7521 (który trwał do 13 września 2014 roku według kalendarza gregoriańskiego).